# Ion tropylium
En chimie organique et organo-métallique, l'ion tropylium [C7H7]+ est, avec l'ion benzylium C6H5CH2+, l'un des deux isomères, du cation C7H7+. Il a pour numéro CAS 26811-28-9 et c'est la base conjuguée du cycloheptatriène et son nom dérive de la molécule tropane, lui-même nommé d'après l'atropine. Ceci est dû à ce que le cycloheptatriène fut découvert par Albert Ladenburg en 1881 dans la décomposition de la tropine,.
C'est un ion heptagonal, cyclique et plan. Il est aromatique avec 6 électrons π comme la règle de Hückel le prévoit pour (4n + 2) électrons (ici, n = 1). En chimie organo-métallique, l'ion tropylium est un ligand d'ions métalliques.
|           |                         |                 |
| Squelette | modèle boules et bâtons | modèle atomique |

La structure montre que la charge positive est répartie sur les sept atomes de carbone participant à l'aromaticité du cycle.

## Spectrométrie de masse
L'ion tropylium est souvent rencontré en spectrométrie de masse sous la forme d'un signal à m/z 91 et est utilisé dans l'analyse des spectres de masse. Ce fragment est souvent trouvé dans les composés aromatiques contenant des groupes benzyle parce que, sous ionisation électronique, le groupe benzyle est coupé comme le cation PhCH2+ qui se ré-arrange sous la forme de l'ion tropylium beaucoup plus stable.